# Ethan Champlin
Ethan Robert Champlin (* 29. November 2001 in Oceanside) ist ein US-amerikanischer Volleyballspieler.

## Karriere
Champlin begann seine Karriere an der Classical Academy High School. Von 2021 bis 2024 studierte er an der University of California, Los Angeles und spielte in der Universitätsmannschaft Bruins. Nach einigen Einsätzen bei den Junioren gab er 2021 beim Pan American Cup sein Debüt in der A-Nationalmannschaft. Nach einigen Bronzemedaillen gewann er mit dem US-Team 2023 den PanAm Cup. Mit den Bruins wurde er 2024 NCAA-Meister. Im gleichen Jahr nahm er mit der Nationalmannschaft an der Nations League teil.
2024 wechselte Champlin zum deutschen Bundesligisten Helios Grizzlys Giesen. Mit dem Verein erreichte er das Halbfinale im DVV-Pokal 2024/25 und spielte in der Gruppenphase der Champions League. In den Bundesliga-Playoffs kam Giesen ebenfalls ins Halbfinale. 2025 wurde Champlin vom Ligakonkurrenten SVG Lüneburg verpflichtet.